# Yanick Gunsch
Yanick Gunsch (Val Venosta, 16 gennaio 1997) è uno sciatore freestyle italiano, specializzato nello ski cross.

## Biografia
Gunsch ha debuttato in Coppa del Mondo a dicembre 2017 in Val Thorens. Il 16 gennaio 2025, a Reiteralm, ha ottenuto il suo primo podio nel massimo circuito mondiale con un terzo posto. Nella stessa stagione ha vinto la medaglia di bronzo nello ski cross a squadre nei Campionati Mondiali di Engadina 2025, in coppia con Jole Galli.

## Palmarès

### Mondiali
- 1 medaglia
  - 1 bronzo (ski cross a squadre a Engadina 2025)

### Coppa del Mondo
- Miglior piazzamento nella Coppa del Mondo di ski cross: 43º nel 2025
- 1 podio
  - 1 terzo posto